# Етнографски музей (Лименария)
Етнографският музей в Лименария (на гръцки: Λαογραφικό Μουσείο Λιμεναρίων) на остров Тасос е културна институция основана през 1993 г. от местната културна асоциация „Кастро“. Помещава се в старата сграда на общината в центъра на селото. 
Колекцията включва стари предмети от бита и облеклото (бродерия, текстил, облекло, печки, стан и помощни инструменти, принадлежности за кафе, и др.), професионални инструменти за традиционните професии и занаяти (шивачество и бродерия, бръснарство, резбарство, обущарски и дърводелски маси, инструменти за събиране и транспортиране на колофон, казан за ракия, инструменти за бране на маслини, пчеларски принадлежности, и др.), както и инструменти от първата употреба на метал в района. Експонирана е и частната колекция на Киприанос Георгиадис от канцеларски материали и книги. 

## Галерия
- Стая със софра и миндери
- Спалня с легло и камина